# Воло

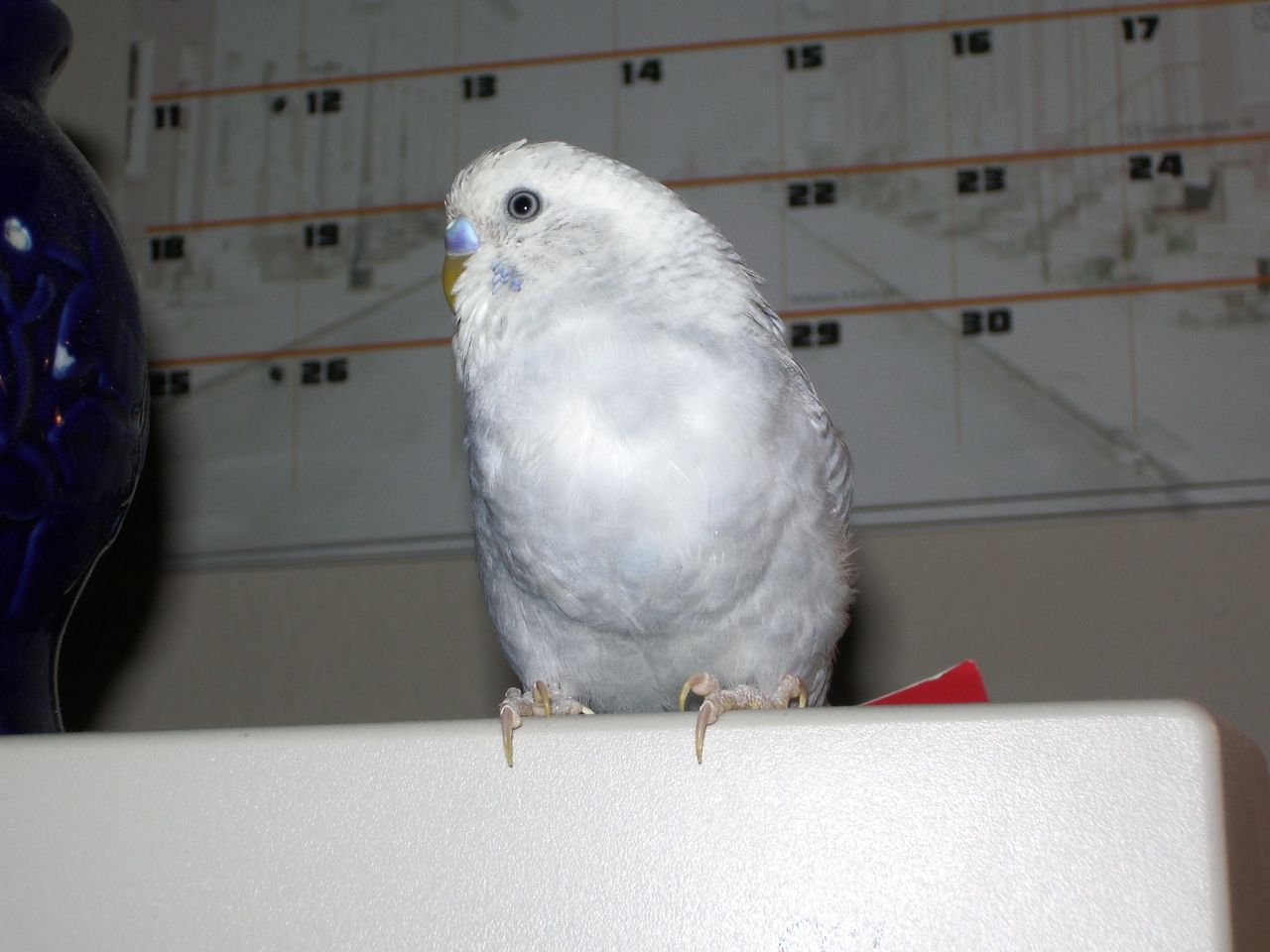
Самець хвилястого папуги з повним волом після годування

Во́ло (лат. ingluvies) — розширена частина стравоходу в деяких безхребетних (червів, молюсків, комах) і птахів (хижих, зерноїдних), де нагромаджується й частково перетравлюється їжа. Стінки вола здебільшого багаті на залози.

## Воло у комах
У бджіл у волі під впливом ферментів слинних залоз нектар перетворюється на мед.

## Воло у птахів
У птахів воло зазвичай знаходиться під ключицею та має великі залози. За будовою воло істотно не відрізняється від інших частин стравоходу, а у деяких птахів (голуби, фазани) до нього прикріплюється поперечно-смугаста мускулатура. Перистальтичні рухи вола забезпечують надходження їжі до шлунку, її відригування під час годування пташенят або видалення неперетравлених решток.
У голубів з 8 дня насиджування клітини епітелію вола піддаються жировому переродженню, відторгаються та разом з секретом залоз вола утворюють білувату рідину (так зване «голубине молоко») для вигодовування пташенят.
У хижих птахів у волі збираються рештки неперетравленої їжі, які відригуються у вигляді погадок.
Рябки, які мешкають у пустелях, переносять у волі воду для пташенят.
Також воло розвинене у птахів з відносно повільним перетравленням (деякі види зерноїдних).
У деяких птахів воло практично або повністю відсутнє (страус, пінгвіни, гагар та багато інших птахів). У інших видів птахів прийнято відрізняти дві основні форми вола, пов'язані переходами:
- стінка стравоходу випинається на незначному проміжку та утворює веретеноподібний мішок (у казуара, топорика, хижих птахів, колібрі тощо);
- воло коротке й різко відмежоване від  розташованих вище та нижче частин травного тракту (куроподібні, лелекоподібні, папуги, деякі горобцеподібні: снігур, шишкар, зяблик тощо).